# Авреліо Москера
Дон Авреліо Москера Нарваес (2 серпня 1883 — 17 листопада 1939) — еквадорський політичний діяч, президент країни з грудня 1938 до листопада 1939 року.

## Життєпис
Народився у Кіто. Вивчав медицину у рідному місті, після чого вирушив до Парижа продовжувати освіту. Після повернення був професором, деканом, а потім ректором Центрального університету Еквадору. Також обіймав посаду заступника голови Палати депутатів і Сенату.
1938 року після відставки Мануеля Марії Борреро був обраний на пост президента Еквадору. Під час свого короткого президентства Москера, за підтримки армії, розпустив Національну асамблею та відновив дію конституції 1906 року. Помер, перебуваючи на посаді глави держави 17 листопада 1939 року.